# Bolappanahalli, Ramanagara
Bolappanahalli là một làng thuộc tehsil Ramanagara, huyện Ramanagara, bang Karnataka, Ấn Độ.